# شیانگتان
شیانگتان (به لاتین: Xiangtan) یک شهر مرکزی در جمهوری خلق چین است که در هونان واقع شده‌است.

## خصوصیات
شیانگتان ۵٬۰۰۶ کیلومترمربع مساحت و ۲٬۷۴۸٬۵۵۲ نفر جمعیت دارد.

## خواهرخوانده
شهرهای هیکونه، شیگا، سوت ال مونته، کالیفرنیا و لوتسک خواهرخوانده‌های شیانگتان هستند.